# Oeno
Oeno, également dénommée Holiday Island, est un atoll de corail inhabité situé dans l'océan Pacifique sud qui fait partie de la colonie britannique des îles Pitcairn.

## Géographie

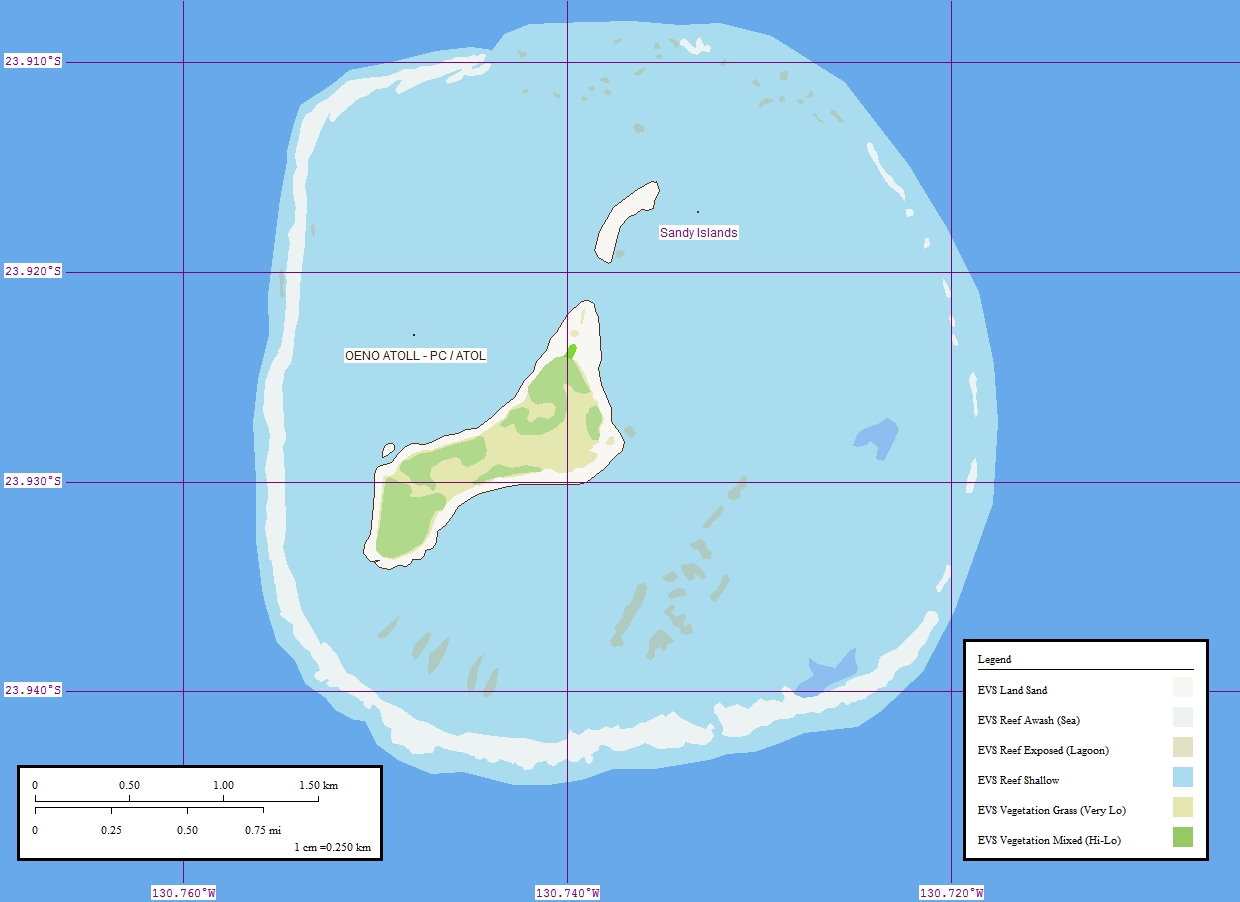
Cartographie d'Oeno.

Située à 140 kilomètres au nord-ouest de l'île Pitcairn, la capitale du territoire, Oeno est un atoll circulaire d'environ 5 km de diamètre et d'une surface totale de 20 km2. L'île centrale fait 1,5 km de longueur et 0,5 km de largeur maximales et s'étend sur environ 5 km2 de terres émergées. L'île Oeno à proprement parler est la partie boisée de l'atoll à laquelle s'ajoute, à sa pointe nord-est, une fine bande de sable dénommée Sandy Island.
L'île centrale est inhabitée, mais sert de résidence de vacances pour les quelques habitants de l'île Pitcairn, qui y passent parfois quelques jours.